# 魚露

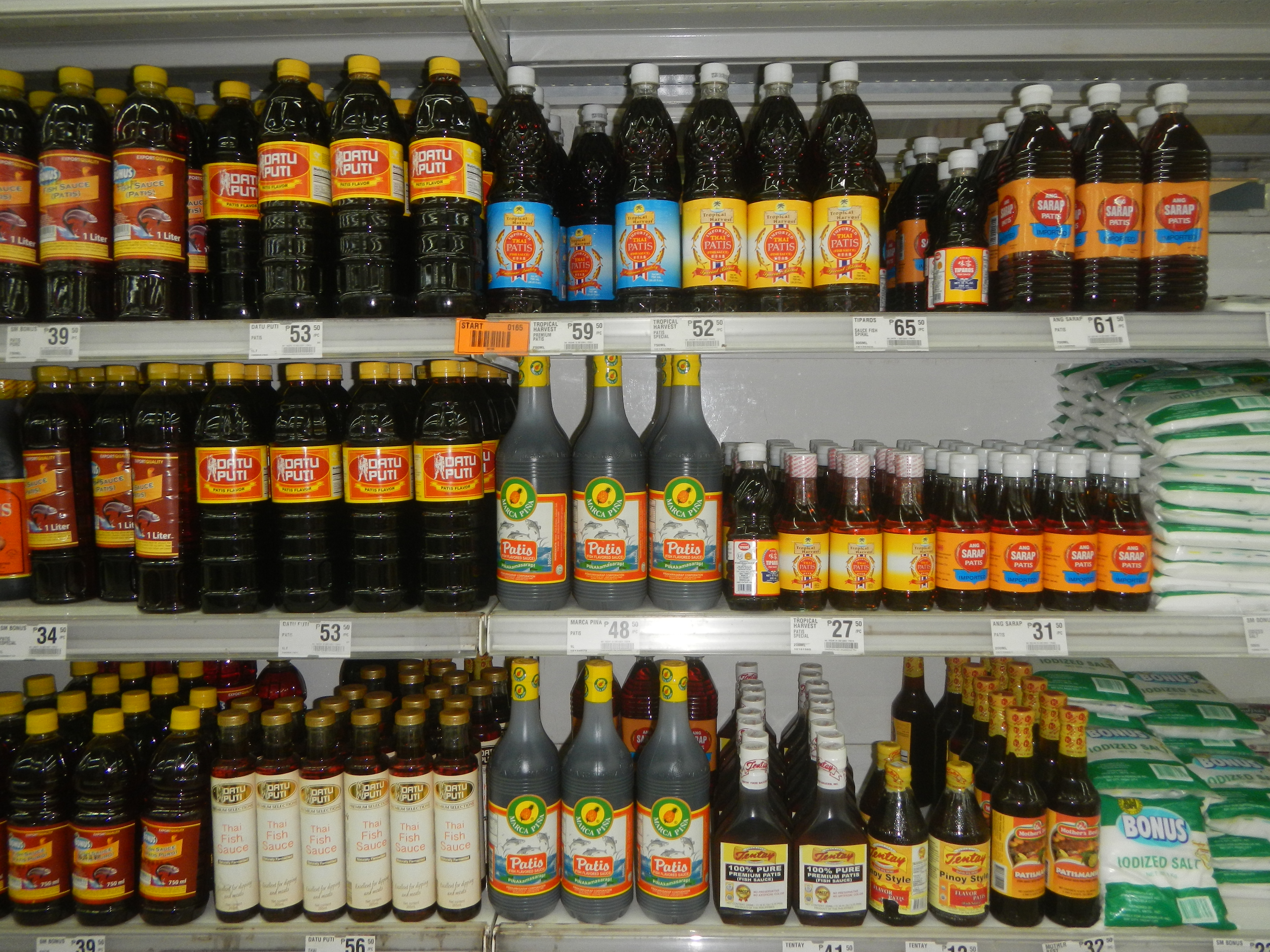
在市場上的魚露

魚露，又名魚醬、魚醬油、魚水、油、露、膎（鮭）汁、臊汤、虾油，是闽菜、潮州菜、與東南亞菜餚中常用的調味料之一，是用小魚虾为原料，经腌渍、发酵、熬炼后得到的一种汁液，色澤呈琥珀色，味道帶有鹹味和鮮味。中國的虾油原產自福建和廣東潮汕等地，越南以及其他東亞國家也有各自的魚露製品，歐洲及北非早於古希臘時期便有魚醬的調味料，屬於環地中海地區的魚露。現在除福建、潮汕、越南外，其他中南半島國家亦有生產，特別是泰國產量最高，但以越南富國魚露最為出名。
魚露聞起來有刺鼻酸臭味，當佐料食用則鮮美提味。

## 製法

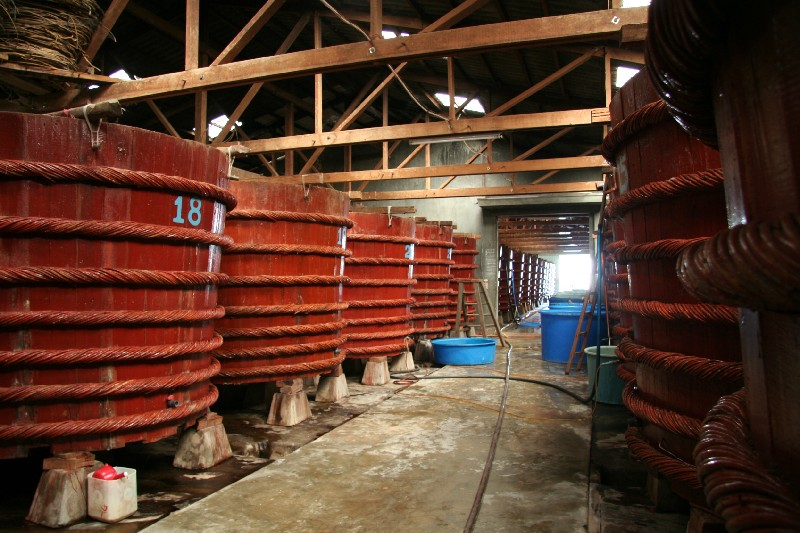
越南堅江省富國島的一家魚露工廠

福建传统制作虾油选取的原料为小鱼虾。如福建沿海的绒纹线鳞鲀（三角鱼、鹿角鱼）是主要原料之一；而用于制作虾油的小虾出产很有季节性，尤以每年春节前后的产品最佳。其制法为将鱼虾放置于缸口较宽、肚大底小的陶瓷缸中，经日晒夜露两天后，开始撒盐搅动，早晚各一次。搅动并醃渍的过程约需1个月左右。整个醃渍过程中的用盐量为原料量的16- 20％。接着便是虾油的曝晒发酵过程，主要是依靠阳光的曝晒，同时早晚搅动，使缸内成为黑褐色的酱液。当缸中液面上层出现一层清油时，便开始熬炼虾油了。用勺子撇起缸中澄清汁液放入锅内烧煮，撇出锅中浮起的泡沫。待锅中烧沸后，用中火热炼20-30分钟。然后离火冷却，取锅中澄清汁液经过滤后去除悬浮物，最后装入干净的容器中即可。虾油的品质一般以色泽暗红、透明、无杂质、香味浓、口味鲜美为上品。 
魚露是用海水魚加入食鹽發酵，在各種微生物繁殖時分泌的各種酶的作用下，釀造出來的一種液體。
魚露是將魚裝進魚筐，去魚鱗，除內臟，洗淨，裝入專門用來製造魚露的大木桶內，放入適量海鹽，在木桶的下部放置一根小管導入另一空桶內，三五天後，將原空桶中的魚汁倒入魚桶中，待其流滿後再倒回去，如此反覆多次，最後流出的魚汁便是魚露原汁。將魚露原汁裝入大桶或大甕中，放在炎熱的日光下暴曬20天左右就成魚露。魚露的整個製造過程，共需五六個月之久。將魚露置於陰涼乾燥處，妥善保存，長年不壞。
在越南，當地人會用產於沿岸的鯷科物種來製造魚露。
臺灣的魚露製作方式，經過改良後是以新鮮的魚放入含有醃製魚露所需之菌種的乾淨岩鹽，因為沒有其他的腐壞因素，製造出來的魚露沒有腥味而且更香醇，這樣的單一菌種控管發酵出來的魚露，才能減少腥味，因此深受許多人喜愛。這種製造方式由臺灣水產研究所研發，並輔導生產，所以現今只發現在臺灣北部有製造。

## 用途
虾油的生产和使用在福州相当普遍，福州人常形容福州口音“一口虾油味”。臺灣有许多餐厅厨房中的厨师，常选用虾油为重要的调味料之一，并常被使用于高汤唯一的调味料。虾油也是胶辽官话地区的传统调味品，深受胶东和辽东人民的喜爱。
魚露最常用於福建、广东潮汕地区、寮國、緬甸、泰國、柬埔寨、新加坡和越南的烹饪，甚至菲律賓、馬來西亞、文萊 的沿海居民及台灣原住民多數會自製魚露食用，歐洲及北歐在近年來也逐漸風行，在歐洲的超市即可發現北歐生產的魚露及亞洲的魚露販賣着，其用途範圍包括海鮮、沙律以及其他菜餚的烹煮。由於其本身帶鹹味及天然甘甜味，所以可以取代食鹽和味精甚至豉油和蠔油的使用。其鹹鲜適用於增鲜。魚露亦可作為沾料作額外調味之用，例如食用煎蠔餅、白斬雞時。

## 健康风险
鱼露、虾油都是利用鱼虾尸体发酵而成的调味剂，属于容易引发癌症的发酵食品。中國中山大学及南京军区福州总医院的学者均指出，中国福州地区的胃癌及食道癌病发率偏高，与当地居民长期使用鱼露作为调味料有关，鱼露使用臭鱼烂虾发酵制成，并且含有大量致癌的亚硝酸盐。同样大量使用鱼露作为调味料的东南亚地区，也有食道癌罹患率偏高情况。